# فيلق الجيش الثامن (الاتحاد الألماني)
فيلق الجيش الثامن كان فيلقًا مختلطًا من جيش الاتحاد الألماني ، تم تشكيله من وحدات فورتمبيرغ وبادن وهيسن . حتى عام 1830 كانت الوحدات من هوهنزولرن-سيجمارينجن وهوهنزولرن-هيتشينجن وليختنشتاين تنتمي أيضًا إلى الفيلق. يجب أن يجتمع الفيلق فقط عند تعبئته.  خلال وقت السلم، لم يتم تخصيص قوات محددة له، بل تم تحديد نقاط قوة الوحدات الفردية فقط.
وكان من المقرر تعيين قادة الفيلق المختلط بموجب اتفاق بين الدول المشاركة.  كما عينت الولايات الفردية قادة الجمعيات التابعة.
ولم يتوقف تجزئة الجيش الفيدرالي عند هذا السلك أيضًا.  ولم تكن هناك لوائح موحدة، واختلفت تسميات الرتب عن بعضها البعض، وكذلك "أنظمة الترقية والأجور والمرتبات، وحصص الإعاشة، وقواعد عمليات الخدمة العامة، والتعامل مع القضاء العسكري، فضلاً عن مدة الخدمة و نظام الاستبدال.  ... في عام 1859 كانت إشارة هجوم فورتمبيرغ هي نفس إشارة انسحاب بادن." فقط في فيلق الجيش الثامن تم التوصل إلى اتفاقات لإدخال نفس العيارات والمناورات المشتركة.